# Your Love Is My Drug
Singles de Kesha
My First Kiss
(2010) Take It Off
(2010)
Pistes de Animal
Tik Tok
Your Love Is My Drug est une chanson de l'artiste américaine Kesha parue sur son premier album, Animal. Elle sort comme troisième single le 21 mai 2010. La chanson est écrite par Kesha, Pebe Sebert et Ammo, qui produit la chanson avec Benny Blanco et Dr Luke. L'inspiration de Your Love Is My Drug naît au cours d'un voyage en avion. Kesha déclare que la chanson est un message insouciant et ne doit pas être pris au premier degré.
Les critiques musicales sont assez diversifiées mais restent majoritairement positives. Celles-ci faisant l’éloge du crochet musical de la chanson néanmoins restant assez neutres à propos du refrain. Plusieurs affirment qu’avec le refrain, Kesha dévoile une facette d’elle-même complètement pop, tandis que d’autres déplorent son manque d’originalité, le trouvant « prévisible ». Peu avant la sortie d’Animal, la chanson se classe dans les hit-parades des États-Unis, du Canada et du Royaume-Uni. À la suite de sa sortie officielle en tant que single, le morceau se classe dans le top 5 des États-Unis, de la Belgique et de l’Australie ainsi que dans le top 10 du Canada. Seulement dans le pays des Américains, la piste s’est écoulée à plus de deux millions d’exemplaires numériques.
Kesha interprète pour la première fois le titre dans la trente-cinquième saison de Saturday Night Live, dans un medley de Tik Tok et Your Love Is My Drug, où elle est couverte de brillants scintillants qui la font étinceler dans le noir. Dans le vidéoclip du single, la chanteuse gambade un peu partout dans le désert tandis que son amoureux tente de la retrouver. L’idée principale du clip est de perdre la tête tellement l’amour peut être fort, à un tel point qu’il en devient une drogue. Des images animées sont présentes dans la vidéo, faisant un petit clin d’œil au clip du single des Beatles, Yellow Submarine.

## Genèse
Kesha écrit Your Love Is My Drug avec sa mère Pebe Sebert et Joshua Coleman. La chanson est ensuite produite par Dr Luke, Benny Blanco et Ammo. Dans une interview avec MTV, Kesha déclare que la chanson a été « écrite dans un avion, en 10 minutes » et que la chanson présente un message insouciant ; c'est « stupide et drôle » et il ne faut pas le prendre au premier degré. Quand elle est interrogée sur les dernières paroles de la chanson (« I like your beard ») et d'où cela vient, Kesha explique : « J'ai toujours été avec des mecs barbus. Salut, je viens de Nashville, je suis provinciale [...] l'aspect plouc est chaud en ce moment, et c'est très bien pour moi. J'aime les mecs qui essaient de faire croire qu'ils sont dans des bandes ».

## Structure musicale
Your Love Is My Drug est une chanson dance à tempo modéré mélangeant les styles electropop et dance-pop. La chanson combine un gros Auto-Tune avec un fond électronique. Tout au long de la chanson, la voix de Kesha est décrite comme criarde. Musicalement, la chanson utilise une ligne de paroles entraînantes et simples. Sara Anderson d'AOL Radio trouve que la chanson est une « piste bubblegum » qui mélange des éléments « glam rock des années 1980 » avec la « signature vocale Auto-Tunée de Kesha et des bavardages improvisés ». Selon la publication Musicnotes.com, la chanson se situe dans une signature rythmique commune 4/4 avec un tempo modéré de 120 battements par minute. Elle est écrite dans une tonalité de Fa majeur et la gamme vocale de Kesha s'étend des notes Do4 à Do5.

## Accueil

### Accueil critique
Fraser McAlpine de BBC complimente la chanson et le refrain qu’abopte Kesha dans ce titre car il reflète parfaitement la pop, selon ses dires, donnant ainsi à la piste une note de quatre étoiles sur cinq. McAlpine affirme toutefois qu’ « une différence de gamme vocale serait la bienvenue dans ce titre [...] d’autant plus que si vous ne faites que l’écouter d’une oreille distraite, vous ne comprendrez jamais son réel sens, sa facette cachée ». Il conclut en disant que « Bien que la chanson en elle-même met trop en évidence le côté ‘sale’ de Kesha, cette piste reste intrigante et réussit à nous accrocher ». De son côté, Monica Herrera du magazine Billboard est impressionnée par la chanson, la décrivant comme étant « divine ». Elle continue ses éloges en déclarant que le refrain, très énergique, nous « reste dans l’esprit pendant des jours ». Enfin, Sara Anderson de AOL Radio décrit la chanson comme étant « une ballade enjouée exposant l’amour obsessionnel ressenti à l’adolescence », complimentant aussi la « voix de Kesha qui avec son style personnel créé peu à peu sa propre signature ». Anderson souligne une dernière comparaison, affirmant que la piste comporte  « un refrain de genre Cyndi Lauper mais encore plus moderne ».
Bill Lamb d’About.com donne à la chanson un avis assez partagé. Il est d’abord impressionné par celle-ci et adore ses « entrainants crochets », son « rythme » et ses « paroles positives » mais critique sa « monotonie prévisible » et la compare à « un morceau électro mal mixé ».  Il continue sur sa lancée négative affirmant « qu’il va assurément fermer les haut-parleurs de la radio lorsque les vers ‘Your love, your love, your love is my drug’ seront joués ». Robert Cospey de Digital Spy donne au morceau une note de quatre étoiles sur cinq, commentant que les versets sont généralement « originaux et tendance » et que le refrain est « joyeux ainsi qu’irrésistible ». Il conclut en disant que l’ensemble est très « electropop » mais que le titre n’atteint pas le niveau de ses précédents singles.

### Accueil commercial et ventes
En janvier 2010, dû à un grand nombre de téléchargements numériques engendrés par la sortie d’Animal, la chanson se classe dans les hit-parades du Canada, des États-Unis et du Royaume-Uni, débutant respectivement aux numéros 48, 27 et 63. Aux États-Unis, la piste se classe six semaines dans le Billboard puis est exclue du palmarès mais revient à la 91e place le 3 avril 2010. Après plusieurs semaines de stabilisation, le single se classe au quatrième rang pendant deux semaines consécutives. Ainsi, elle obtient son troisième succès dans le top 10 de ce pays. Le 9 juin 2010, le morceau trône sur le classement Billboard Pop Songs, représentant les ventes de chansons pops, faisant ainsi de Kesha la cinquième artiste féminine depuis les années 2000 et la troisième depuis les deux dernières années à avoir deux chansons issues d’un premier album numéro un dans ce hit-parade. Le titre règne également sur la première place du Hot Dance Club Songs pendant une semaine. Dû à ce succès, la piste est certifiée double disque de platine par la Recording Industry Association of America, alias RIAA, pour ses 2 000 000 de copies écoulées.
Au Canada, la chanson se classe dans d’abord dans de basses positions pendant plus de six semaines, puis, due à une trop lourde descente de vente, est exclue du hit-parade mais y retourne quelque temps plus tard à la 98e place. Après une longue montée progressive, le morceau atteint la 6e position  du palmarès. La semaine suivante, le single descend au 7e rang et y reste pendant plus de trois semaines. Après avoir accompli une légère baisse, la piste retourne au 6e échelon du classement pour trois semaines additionnelles.
Your Love Is My Drug entre par la suite dans le UK Singles Chart à la 63e place puis est exclue du hit-parade la semaine suivante. La chanson accomplit son retour le 16 mai 2010, à la 60e position. Le 19 juin 2010, après avoir subi une baisse ayant duré plus de quatre semaines, le single atteint finalement le 13e rang. Le morceau reste donc plus longtemps dans le palmarès britannique que son prédécesseur, Blah Blah Blah. En Nouvelle-Zélande, la piste débute au 29e numéro du hit-parade puis après une montée, le 17 mai 2010, atteint la 15e position. En Australie, le single fait son entrée dans l’ARIA Charts à la 29e place, puis la semaine suivante grimpe à la 19e. Le 6 juin 2010, le titre atteint son apogée, soit le 3e numéro. La piste est à la suite de cela certifiée disque de platine par l’Australian Recording Industry Association, en abrégé ARIA, pour ses 70 000 copies vendues.

## Vidéoclip
Le vidéoclip de la chanson, dirigé par Honey, est tourné le 6 et 7 avril 2010 dans le désert de Lancaster. Elle est diffusée sur Vevo le 13 mai 2010 à 12:01 pour la première fois. Kesha décrit le concept derrière la vidéo dans une interview : « Je voulais que ce soit psychédélique, comparable avec la sensation d'être si amoureux de quelqu'un qu'on en perd la tête ». Elle choisit alors d'incorporer un aspect animal en expliquant qu'elle était « une énorme bête amoureuse ». Kesha détaille l'expérience : « Je monte aussi sur un éléphant — pas grand-chose — et, euh, je danse dans une grotte avec de la peinture fluorescente et un python. J'étais dans une grotte, dans le désert, et c'était vraiment bien ». Quand on lui parle de l'inspiration de la vidéo, elle répond : « Cette vidéo s'inspire du clip de Yellow Submarine des Beatles. Il y a un peu de cela ».
Le clip commence quand Kesha se réveille aux côtés de son copain ; elle s'enfuit tout en étant poursuivie par l'homme. Kesha marche à travers le désert tandis que des scènes où elle est sur un éléphant et porte un masque de tigre en rampant dans le sable sont entrecoupées. Ils sont vus plus tard dans un bateau où ils chantent et font semblant de se disputer puis une séquence animée apparaît. Kesha est présentée alors comme une sirène. La sirène et l'homme s'embrassent ; Kesha se situe sur une falaise et marche dans le sable tandis que l'homme est sur un rocher au-dessus. Ensuite, Kesha se retrouve dans une grotte avec de la peinture fluorescente et danse avec un python autour de son cou. Le clip se termine quand Kesha et son amoureux son assis autour d'un feu de camp dans le désert.
James Montgomery de MTV dit que Your Love Is My Drug est « une mélodie pop suprêmement entraînante » et que la vidéo est « l'accompagnement parfaitement merveilleux ». Montgomery réprimande toutefois la vidéo car elle « n'a pas beaucoup de sens » mais remarque que « peu importe que Kesha ait trébuché sur une formule parfaite d'un tube pop : Ne prenez pas ça pour un chef-d'œuvre. Monter sur un éléphant n'est rien d'autre que monter sur un éléphant ». Kesha dit aussi : « C'est vraiment difficile de faire un effort comme celui-ci plus que vous ne le pensez. Vous pouvez accuser Kesha de beaucoup de choses — mais ne dites jamais qu'elle n'est pas intelligente ».

## Interprétations scéniques
La chanson est pour la première fois interprétée dans l’émission Saturday Night Live, le 17 avril 2010. Lors de cette performance, Kesha est complètement recouverte de maquillages tribals et chante dans le noir tandis que les marques sur son corps reflètent dû à leur effet fluorescent. Le 29 mai 2010, Kesha joue Your Love Is My Drug dans un medley avec Tik Tok aux MTV Video Music Awards Japan 2010. Elle interprète également la piste dans les studios de BBC, dans le cadre de l’émission BBC Radio 1’s Big Weekend. Le 13 août 2010, elle joue finalement le morceau dans le NBC Today Show.

## Versions
| - CD Single australien 1. Your Love Is My Drug (Version Album) – 3:06 2. Your Love Is My Drug (Version Instrumental) – 3:06 - CD Single britannique 1. Your Love Is My Drug – 3:06 2. Your Love Is My Drug (Dave Audé Radio) – 3:49 | - EP britannique 1. Your Love Is My Drug – 3:06 2. Your Love Is My Drug (Dave Audé Radio) – 3:49 3. Your Love Is My Drug (Bimbo Jones Radio) – 3:07 4. Your Love Is My Drug (Vidéoclip) – 3:28 |

## Crédits et personnels
- Chant - Kesha
- Écriture - Kesha Sebert, Pebe Sebert, Joshua Coleman
- Production - Dr. Luke, Benny Blanco, Ammo
- Instruments et programmation - Dr.Luke, Benny Blanco, Ammo
- Montage vocal - Emily Wright
- Enregistrement - Vanessa Silberman, Megan Dennis, Becky Scott
- Ingénierie - Emily Wright, Matt Beckley[33].

## Classements, certifications et successions

### Classements et certifications
| Pays             | Position | Temps au hit-parade | Certification |
| ---------------- | -------- | ------------------- | ------------- |
| Allemagne        | 19e      | 9 semaines          |               |
| Australie        | 3e       | 19 semaines         | Platine       |
| Autriche         | 12e      | 10 semaines         |               |
| Belgique (Fr)    | 2e       | 9 semaines          |               |
| Belgique (Nl)    | 27e      | 10 semaines         |               |
| Canada           | 6e       | 31 semaines         |               |
| Danemark         | 34e      | 2 semaines          |               |
| Espagne          | 23e      | 11 semaines         |               |
| États-Unis       | 4e       | 28 semaines         | 2 × Platine   |
| Europe           | 34e      | 21 semaines         |               |
| Hongrie          | 7e       | 10 semaines         |               |
| Irlande          | 10e      | 12 semaines         |               |
| Japon            | 33e      | 7 semaines          |               |
| Nouvelle-Zélande | 15e      | 13 semaines         | Or            |
| Pays-Bas         | 51e      | 15 semaines         |               |
| Royaume-Uni      | 13e      | 17 semaines         |               |
| Slovaquie        | 10e      | 22 semaines         |               |
| Suisse           | 34e      | 9 semaines          |               |

| Pays                 | Position | Année | Période     |
| -------------------- | -------- | ----- | ----------- |
| Australie            | 51e      | 2010  | 2009 - 2010 |
| Canada               | 23e      | 2010  | 2009 - 2010 |
| États-Unis           | 28e      | 2010  | 2009 - 2010 |
| États-Unis Pop Songs | 13e      | 2010  | 2009 - 2010 |

## Historique de sortie
| Pays       | Date          |
| ---------- | ------------- |
| États-Unis | 20 avril 2010 |

| Pays          | Date        | Format               |
| ------------- | ----------- | -------------------- |
| Australie     | 21 mai 2010 | CD single            |
| Royaume-Uni , | 6 juin 2010 | Téléchargement légal |
| Royaume-Uni , | 6 juin 2010 | EP                   |

## Compléments
- (en) Cet article est partiellement ou en totalité issu de l’article de Wikipédia en anglais intitulé « Your Love Is My Drug » (voir la liste des auteurs).